# Avak Hagopian

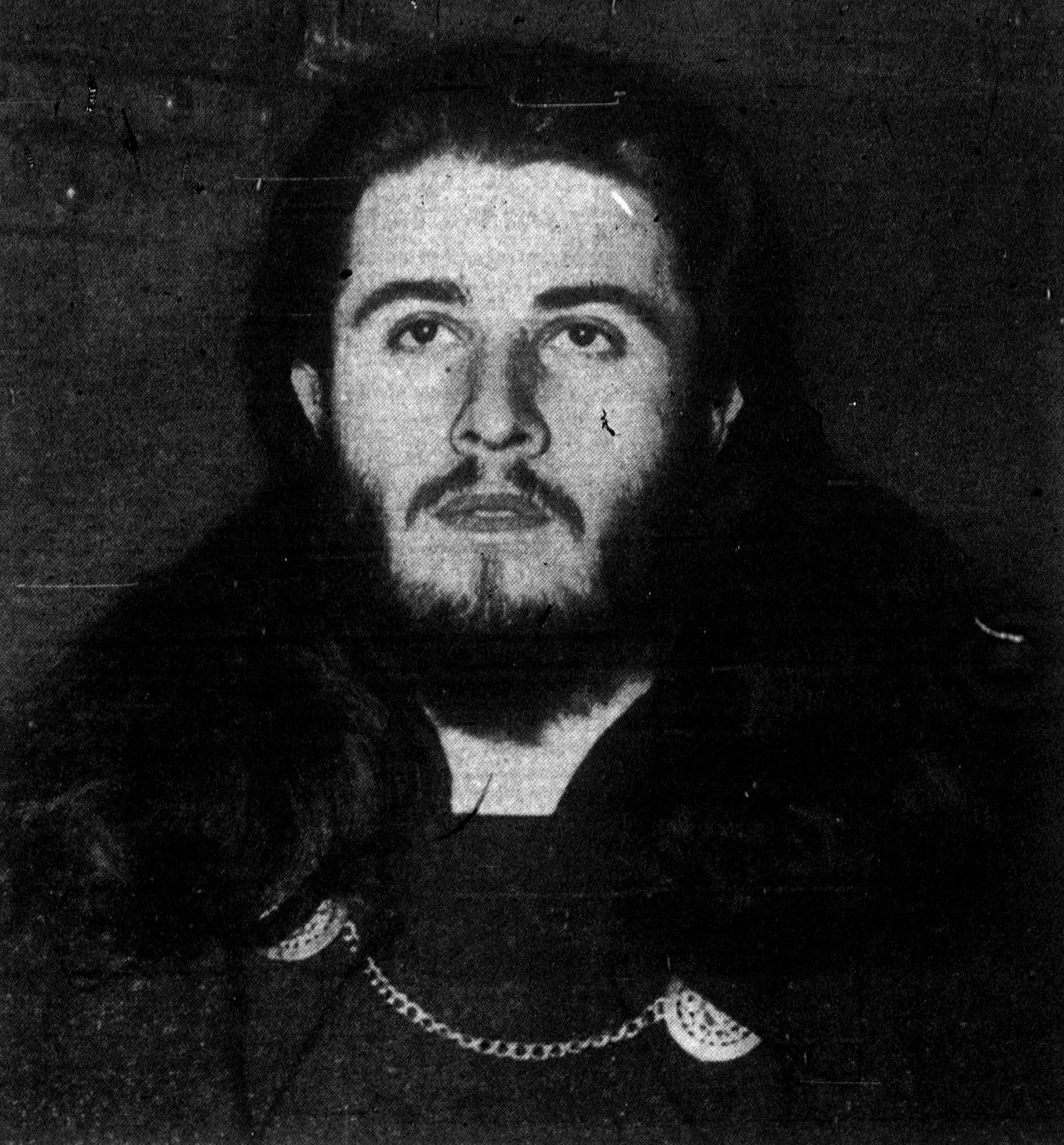
Avak Hagopian um 1947

Avak Hagopian (Hakobian, * 24. September 1926 in Orgoutiouk, Aserbaidschan / Iran; † 20. November 1990 in Poughkeepsie, New York) war ein armenischer Geistheiler und Gründer der Sekte „Millenial Kingdom Family Church“ in Hyde Park, New York.

## Leben

### Frühe Jahre und Berufung
Avak Hagopian wurde 1926 in dem Dorf Orgoutiouk im Nordiran geboren und soll bereits mit 8 Jahren seine erste göttliche Vision erhalten haben. Da er nur zwei Jahre Unterricht bei einem Dorflehrer hatte, blieb Avak Analphabet. In Tabriz erlernte er das Handwerk eines Graveurs und Goldschmieds, ehe er zwischen 1940 und 1944 nach Teheran zog. Hier soll er am 9. Dezember 1945 eine zweite Vision erhalten haben, in der er die gesamte Bibel offenbart bekommen und von einer göttlichen Stimme erfahren habe, dass er zum Heiler berufen sei. Fortan legte Avak kranken Menschen die Hände auf und betete über sie. Nachdem ihm eine Totenauferweckung zugeschrieben worden war, soll er in Kontakt mit seinem späteren Förderer, dem iranischen Militärarzt Smbad Eghiasarian, gekommen sein. Als ihm die Ärzteschaft von Teheran die Praktizierung von Medizin ohne Lizenz vorwarf und vor Gericht stellen ließ, soll Avak den Richter von einer Migräne befreit und somit seinen Freispruch erwirkt haben.
Über die armenische Gemeinschaft erfuhr der armenisch-amerikanische Millionär und Weinhändler Krikor Arakelian († 1951) aus Palm Springs, Kalifornien von dem Wunderheiler Avak. Da sein Sohn Vaughn Arakelian († 1977) unheilbar an Lähmung und Epilepsie litt, wollte er Avak mit dem Flugzeug nach Los Angeles, Kalifornien bringen lassen. Als Abflugort wurde sich für Kairo entschieden, weshalb Avak über den Irak, Jordanien und Palästina nach Ägypten reiste. Später erzählte er, dass er in Jerusalem einen an Krebs erkrankten Mann geheilt habe.

### USA-Aufenthalt
Am 6. Mai 1947 traf Avak schließlich mit dem Flugzeug in Los Angeles ein. Mit seinem Gewand, den langen dunklen Haaren, seiner Verschwiegenheit und den Gerüchten über seine Fähigkeiten, umgab ihn eine mystische Aura, die mediale Aufmerksamkeit erhielt. Das Life Magazin bezeichnete ihn als „Avak the Healer“.
Die Anwesenheit des ausländischen Geistheilers und die Geschichten um ihn zogen hunderte Kranke nach Palm Beach, die vor dem Anwesen der Arakelians sogar Zeltlager aufschlugen. Avak behandelte etwa 60 Personen täglich durch Händeauflegen und Gebet. Die Menschenmenge von bis zu 4000 Personen war so groß, dass sie für die Polizei ein zunehmendes Sicherheitsrisiko darstellte. Nachdem Avak im Juni die „Holy Cross Armenian Apostolic Cathedral“ im Los Angeles County besucht hatte und eine Heilung Vaughns noch immer nicht eingetreten war, zog er sich eine Zeit lang aus der Öffentlichkeit zurück. Nach seiner Auszeit, in der er u. a. den Yosemite-Nationalpark besuchte, widmete er sich abermals dem kranken Vaughn, bei dem nach Angaben der Familie Arakelian bereits eine deutliche Verbesserung des Gesundheitszustands eingetreten war. Eine vollständige Genesung Vaughn Arakelians blieb jedoch aus. Am 22. September 1947 hielt er eine Heilungsveranstaltung im Shrine Auditorium in Los Angeles ab, in deren Rahmen Tom Kardashian († 1964) den Bau eines Tempels für Avak ankündigte. Innerhalb von drei Sonntagen trat er vor etwa einer Million Menschen auf. Das Interesse an seiner Person veranlasste den umstrittenen britisch-kanadischen Methodistenpastor und Sektenführer Dr. Clem Davies († 1951) Avak mit auf seine landesweite Tour durch die Staaten zu nehmen, die in einem Sonderzug erfolgte und von Tom Kardashian finanziert wurde. Die Reise führte ihn von Kalifornien über Texas und Florida nach New York und zurück über Washington nach Los Angeles, wobei er immer weniger Beachtung fand. Die Einmaligkeit seiner Person hatte angesichts des Auftretens unzähliger Heilungsevangelisten innerhalb des Healing Revivals ihren Reiz verloren.
Das für sechs Monate gültige Visum lief im November 1947 ab, doch konnte es auf Betreiben unzähliger Unterstützer bis April 1948 verlängert werden. In dieser Zeit hatte sich Avak in Miami Beach, Florida niedergelassen, wo er von dem Geistheiler William Branham besucht wurde, der eine Heilungsveranstaltung in der Stadt abhielt. Avaks neuer Sponsor in Florida war ein vermögender Hotelier, in dessen Scheidungsfall er in den kommenden Jahren letztmals eine Aufsehen erregende Position einnahm.
Als Avak seiner Ausreisepflicht nach Ablauf der Frist nicht nachkam, wurde er kurzweilig verhaftet. George Smathers, ein Politiker der Demokratischen Partei, setzte sich für Avak ein, was die angedrohte Abschiebung letztendlich bis 1954 verzögerte. Er zog für vier Jahre nach Kuba, erwarb um 1959 einen dauerhaften Aufenthalt in den USA und ließ sich im Staat New York nieder. Sein Charisma und das Geheimnisvolle, mit dem er sich zu umgeben wusste, sicherte ihm eine treue Anhängerschaft. Er gründete die religiöse Gemeinschaft „Millenial Kingdom Family Church“, deren Mitglieder sich als Familie verstanden und Avak als eine Personifizierung Gottes verehrten. Die sich von der Außenwelt stark abschottende „Kirche“ ließ sich nach einem kurzweiligen Aufenthalt in Rye, New York, ab 1983 in der Archibald Rogers Estate (Crumwold Hall) in Hyde Park, New York, nieder.
Erst als 1985 ein Ehepaar aus der Gruppe um Avak auszusteigen begann, wurde die „Millenial Kingdom Family Church“ der Öffentlichkeit als Sekte bekannt. Die Mitgliederanzahl der religiösen Gruppe belief sich zu dieser Zeit auf 28 Personen.
Avak Hagopian starb am 20. November 1990 im St. Francis Hospital in Poughkeepsie.